# Push Comes to Shove
Push Comes to Shove è il secondo album dei Jackyl pubblicato nel 1994 per la Geffen Records.

## Tracce
1. Push Comes to Shove (Dupree) 3:05
2. Headed for Destruction (Dupree) 5:14
3. My Life (Dupree) 4:06
4. I Could Never Touch You Like You Do (Dupree) 3:50
5. Dixieland (Dupree) 6:01
6. I Want It (Dupree) 5:04
7. Private Hell (Dupree) 4:38
8. I Am the I Am (Dupree) 3:42
9. Secret of the Bottle (Dupree, Dupree) 5:26
10. Rock-A-Ho (Dupree, Worley, Worley) 3:50
11. Back Down in the Dirt (Dupree) 4:02
12. Chinatown (Dupree) 3:24

## Formazione
- Jesse Dupree - voce, motosega
- Jimmy Stiff - chitarra
- Jeff Worley - chitarra
- Thomas Bettini - basso
- Chris Worley - batteria

### Altri musicisti
- Randy Raine Reusch - percussioni, gong, scacciapensieri
- The Marguerita Horns - fiati